# Sint-Gillis-bij-Dendermonde

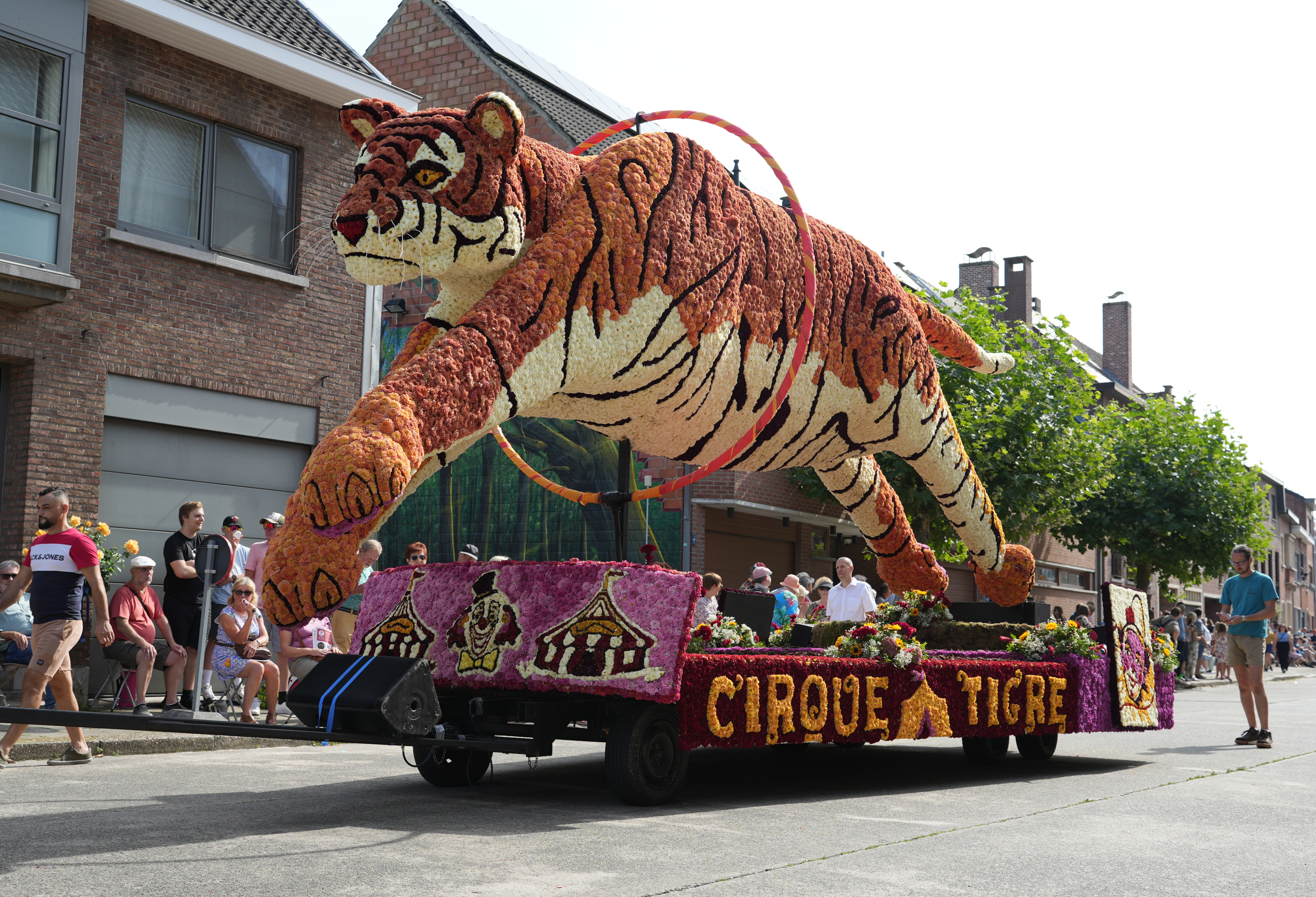
Het jaarlijkse bloemencorso wordt gehouden op de eerste zondag van september.

Sint-Gillis-bij-Dendermonde is een plaats in de Belgische provincie Oost-Vlaanderen en een deelgemeente van Dendermonde, het was een zelfstandige gemeente tot aan de gemeentelijke herindeling van 1971. Het typische woon- en landbouwdorp ligt in de Denderstreek in de Dendervallei, aan het spoorwegknooppunt Gent-Mechelen-Brussel. Sint-Gillis ligt net ten zuiden van de stadskern van Dendermonde en is er tegenwoordig nauw mee verbonden. Het telt de meeste inwoners van alle deelgemeenten, Dendermonde-centrum inbegrepen. In de deelgemeente liggen de wijken Boonwijk en Lutterzele.

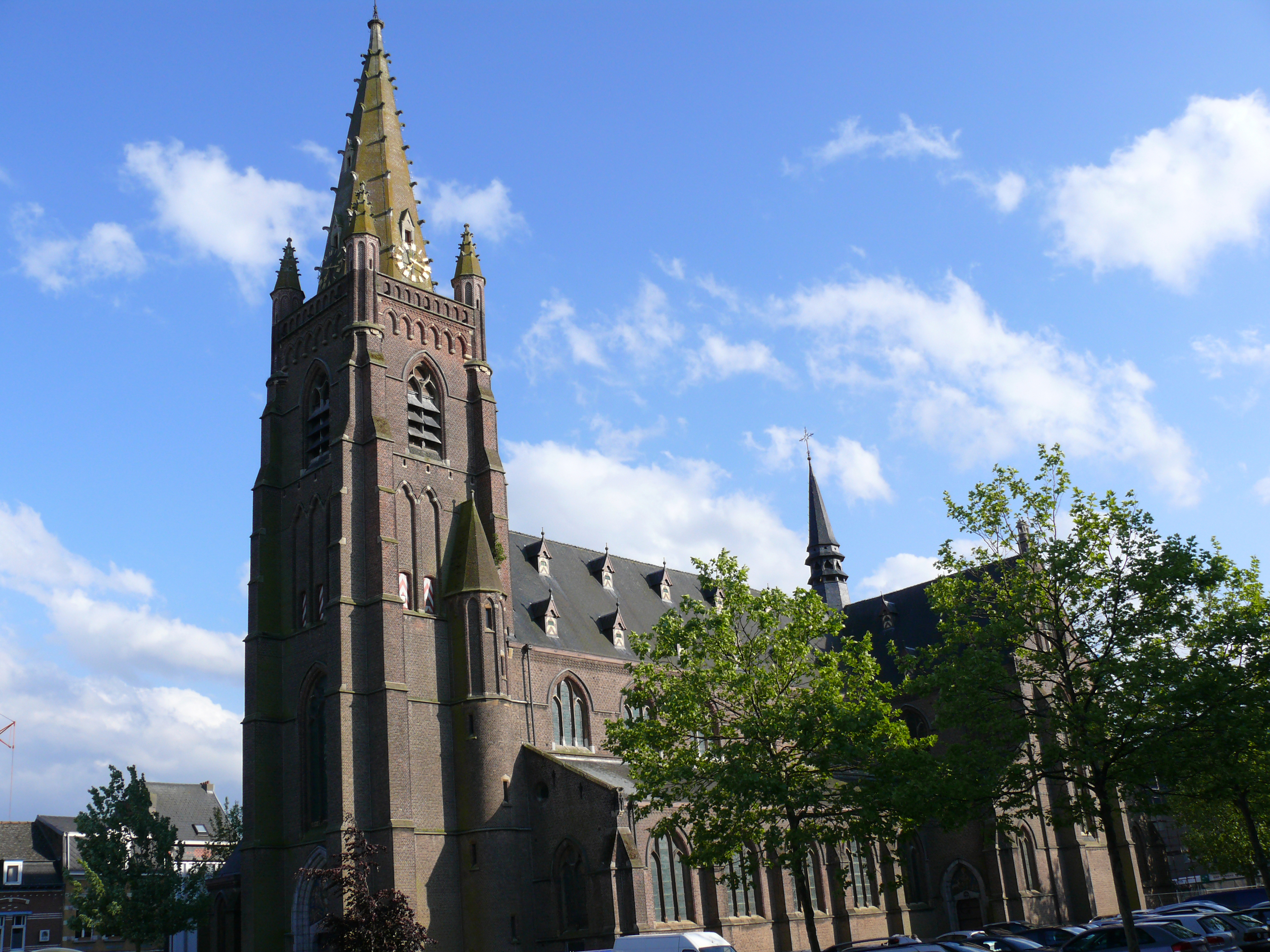
Sint-Gillis-Buitenkerk

## Geschiedenis
In de middeleeuwen heette Sint-Gillis Zwijveke, van het Latijnse Swiviacum ("woonplaats van Swibo"). De oudste vermelding van deze naam dateert van 1233. Swiviacum zou een Romeinse nederzetting geweest zijn uit de 2e eeuw. Tussen de 5e en 7e eeuw was het een Merovingische nederzetting. Tijdens deze periode gebeurde de kerstening van de streek.
Sint-Gillis-bij-Dendermonde maakte tot einde 18e eeuw deel uit van het Land van Dendermonde. Daarna werd het een zelfstandige gemeente die echter in 1972 opging in de fusiegemeente Dendermonde.

## Bezienswaardigheden

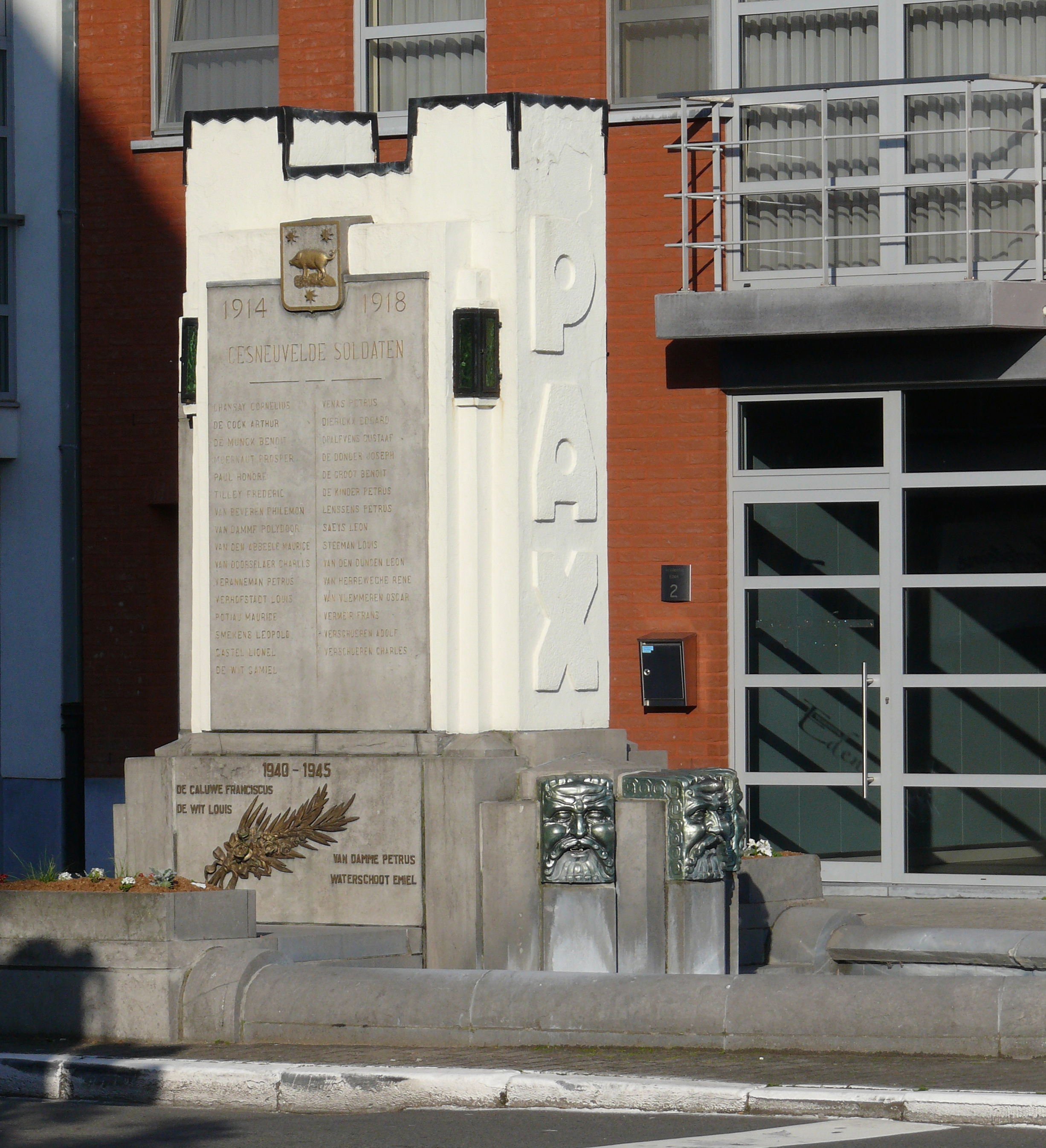
Oorlogsmonument

- Oorlogsmonument: In de Burgemeester Potiaulaan staat sinds 1931 een monument ter nagedachtenis aan de slachtoffers van Wereldoorlog I. Het monument in art-decostijl werd ontworpen door de Gentse ingenieur Jules Tijtgat.
- De Sint-Gillis-Buitenkerk of Sint-Egidiuskerk, tevens parochiekerk Onze-Lieve-Vrouw van Zwijveke.[4][5]
- De Onze-Lieve-Vrouw van Zwijvekekerk
- De Sint-Lutgardiskerk in de wijk Lutterzele
- Kapel 't Kruis van 1780
- De Pachterscamer van de voormalige Abdij van Zwijveke, aan Oud Klooster
- De Sint-Antoniusmolen, een windmolenrestant
- Verschillende burger- en herenhuizen waarvan enkele gebouwd in art nouveau, waaronder Kasteel Ramlot.
- De Verdedigingswerken van Sint-Gillis-bij-Dendermonde

## Natuur en landschap
Sint-Gilles-bij-Dendermonde ligt aan de Dender. De zuidgrens van het grondgebied wordt gevormd door de Vondelbeek. Het sterk verstedelijkte grondgebied behoort tot Zandig Vlaanderen en de hoogte bedraagt 4-8 meter.

## Demografische ontwikkeling
- Bronnen:NIS, Opm:1831 tot en met 1970=volkstellingen

## Bioscoop
In Sint-Gillis bevindt zich een bioscoop, Cinema Albert genaamd. Al vanaf 1914 werden er sporadisch films gedraaid. Na de Eerste Wereldoorlog werd Cinema Albert een echte volwaardige cinema met twee zalen die bovendien nog tot op heden door dezelfde familie wordt uitgebaat. In de ranking van alle Belgische bioscopen staat Cinema Albert op de 36ste plaats van de 140 gequoteerde cinema's. Dit is bovendien de enige bioscoop in groot Dendermonde.

## Evenementen
- Bloemencorso: Sinds 1951 gaat in Sint-Gillis-bij-Dendermonde jaarlijks de bloemencorso uit, telkens op de eerste zondag van september. Dit is een stoet met bebloemde praalwagens, muziekkorpsen, dansgroepen, animaties en het Peird van Sint-Gillis. De bloemenwagens worden veelal gebouwd in de verschillende wijken van Sint-Gillis en de laatste dagen voor de stoet versierd met zo'n 850 000  dahlia's. Sinds 2013 werd deze corso samen met die van vier andere Vlaamse corsosteden (Blankenberge, Loenhout, Ternat en Wommelgem) toegevoegd aan de lijst van Immaterieel Cultureel Erfgoed Vlaanderen. Op de dag van de corso zijn er tal van nevenactiviteiten in het centrum van de gemeente zoals een rommelmarkt, aperitiefconcert, braderie en kermis. Na de bekendmaking van de winnaar van de corso eindigt de dag in een groots volksfeest. Hierdoor wordt de eerste zondag van september in de gemeente ook wel (officieus) "de feestdag van Sint-Gillis" genoemd.
- Flanders Open Rugby: Sinds 2002 organiseert de Dendermonde Rugbyclub een internationaal rugbytornooi tijdens het pinksterweekend. Het meerdaagse toernooi gaat door op de terreinen rond het sportcomplex van Sint-Gillis en is het grootste 10-a-side rugbytornooi in Europa waar jaarlijks ongeveer 80 groepen (16 nationaliteiten) uit de verschillende continenten aan deelnemen. Sinds 2013 is er op de laatste dag ook steeds een partijtje rugby tussen een ploeg van BV's die het opnemen tegen een ploeg van oud-spelers en sponsors van het toernooi, waarvan de opbrengst naar goede doelen gaat.

## Toerisme
Door dit dorp loopt onder meer de fietsroute Denderende steden.

## Sport
In Sint-Gillis bevindt zich het Sportcentrum, de grootste sportinfrastructuur van Dendermonde en de omliggende gemeenten. In dit complex zijn er specifieke zalen voor badminton, basketbal, basket voor gehandicapten, muurklimmen, dans, handbal, korfbal, taijiquan & wushu, tennis, squash, turnen, volleybal, yoga, zaal- en minivoetbal. In de sporthal werkt handbalclub HBC Dendermonde zijn wedstrijden af, waarvan de mannenploeg aantreedt in de Liga West en de damesploeg in Tweede Nationale. Buiten, vlak naast het sportcomplex, heeft ook de lokale Rugbyclub Dendermondse RC, actief in Eerste Nationale, hier zijn velden.
In Sint-Gillis-bij-Dendermonde speelt voetbalclub KV Sint-Gillis, die is aangesloten bij de KBVB en actief is in de provinciale reeksen.
Voetbalclub SC Jong Sint-Gillis, aangesloten bij de KBVB, focust op jeugd- en damesvoetbal en speelt zijn wedstrijden op het kunstgrasveld van het Sportcentrum.

## Trivia
De plaats is bekend door de steekpartij in Fabeltjesland, een lokale kinderopvang. Op 23 januari 2009 doodde de 20-jarige Kim De Gelder twee baby's en een personeelslid van de crèche. De gebeurtenis schokte het hele land en werd door de media onder internationale aandacht geplaatst.

## Geboren
- Emmanuel Hiel (1834-1894), dichter
- Achilles Moortgat (1881-1957), beeldhouwer en schilder
- Wies Moens (1898-1982), letterkundige
- Ernest Maes (1939-), componist, muziekpedagoog, dirigent en hoornist
- Kristiaan Van Ingelgem (1944-), componist, muziekpedagoog, organist en beiaardier

## Nabijgelegen kernen
Dendermonde, Denderbelle, Lebbeke, Oudegem
Deelgemeenten: Appels · Baasrode · Dendermonde · Grembergen · Mespelare · Oudegem · Schoonaarde · Sint-Gillis-bij-Dendermonde 

Gehuchten en wijken: Boonwijk · Briel · Keur · Lutterzele · Vlassenbroek

Belgische gemeenten · Arrondissement Dendermonde · Oost-Vlaanderen · Vlaanderen